# Distrito de Huanchaco
El distrito de Huanchaco  es uno de los doce distritos que conforman la Provincia de Trujillo, ubicada en el departamento de La Libertad en el Norte del Perú.

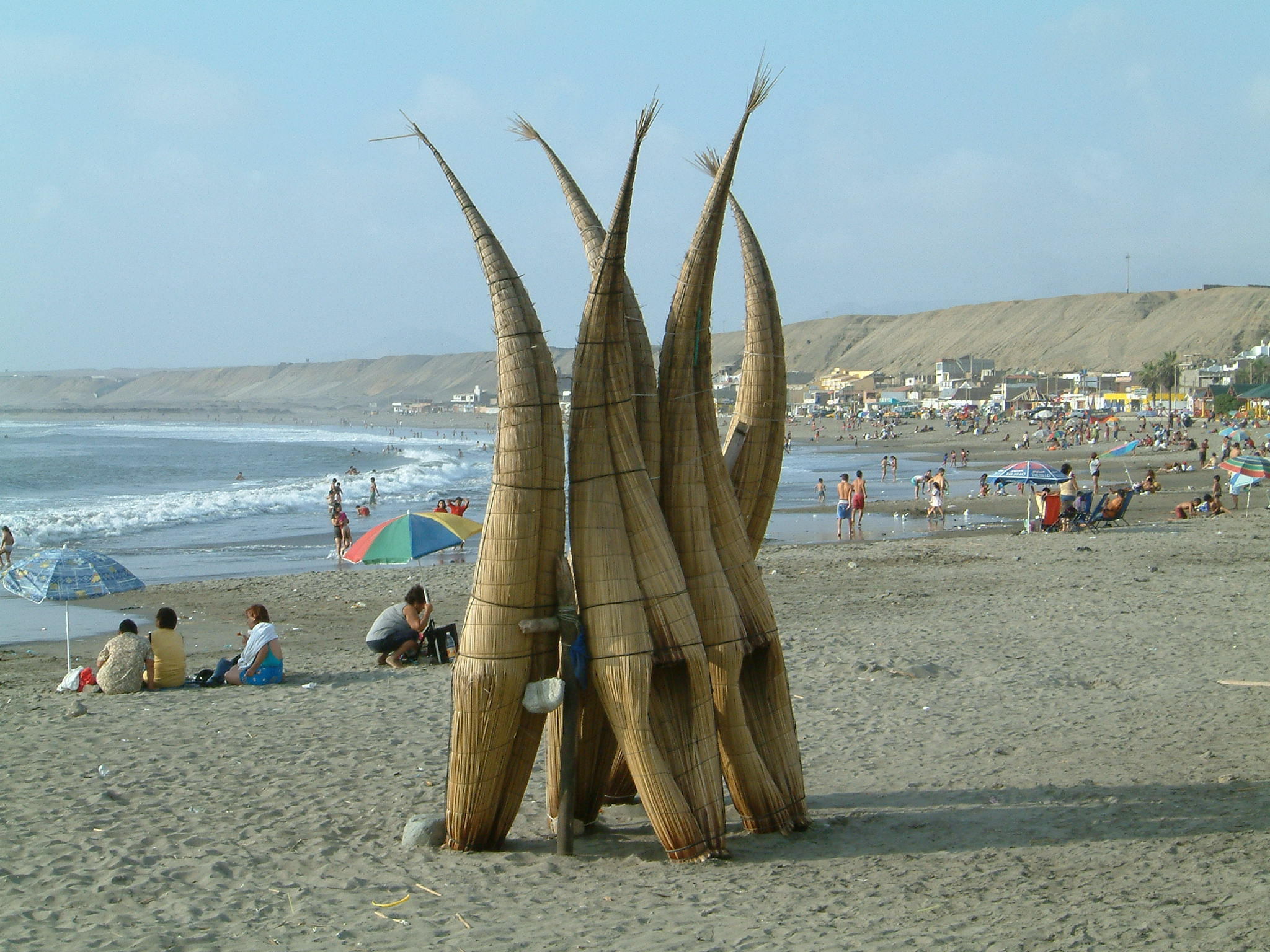
Caballitos de totora en el balneario de Huanchaco, la capital distrital.

## Límites
El Distrito de Huanchaco limita al:
| Noroeste: Distrito de Santiago de Cao (Provincia de Ascope)                       | Norte: Distrito de Chicama (Provincia de Ascope)                               | Nordeste: Distrito de Chicama (Provincia de Ascope)         |
| Oeste: Océano Pacífico                                                            |                                                                                | Este: Distrito de Simbal, Distrito de Laredo                |
| Suroeste: Distrito de Trujillo, Distrito de Víctor Larco Herrera, Océano Pacífico | Sur: Distrito de Alto Trujillo, Distrito de La Esperanza, Distrito de Trujillo | Sureste: Distrito de El Porvenir, Distrito de Alto Trujillo |

## Historia
Cuenta la historia que Huanchaco fue la caleta de pescadores con el caballito de totora y a la vez el punto de salida hacia otros pueblos más allá de la vista del lugareño, desde las culturas Cupisnique y Pakatnamu, anteriores a la Cultura quingnam. Existen vestigios de que hubo relación con la Polinesia y la Isla de Pascua (Chile) donde el historiador Del Busto habría encontrado ceramios moches en una de sus travesías.
Con el crecimiento y expansión de la Cultura quingnam fue creciendo hacia el norte hasta Chicama y otros. Igualmente hacia el sur, las Caletas de Coishco, Tuquillo, Supe, Vegueta entre muchas otras que abastecían de pescado fresco a la población indígena costeña.
En la Cultura Chimú 800 d. C. hasta 1400 d. C. Huanchaco tuvo más preponderancia porque la sede de Chan Chan se establece más cerca a escasos 4 km y se puede apreciar en la iconografía de las olas, pelícanos, etc. porque era su puerto de entrada.
En la época incaica al conquistar a los Chimúes estos fueron trasladados como mitimaes a ser subyugados en las alturas andinas y por último arrojados al lago Titicaca; pero su habilidad y dominio del agua hace que se erijan como los Uros, siembren la totora, dominen el lago formando islas con terraplén de totora y tengan lugar donde vivir actualmente. Es evidente los rasgos chimus, sus costumbres y su alimentación a base de pescado.   
En el siglo XIX Huanchaco era una caleta de indios pescadores que abastecían a la nobleza de Trujillo.
En el siglo XXI Huanchaco es uno de los balnearios más hermosos de la Ruta Moche, donde destaca sus platos típicos a base de pescado y mariscos que engalana al turista visitante.
El distrito fue creado mediante Ley

## Población
La población del distrito de Huanchaco para el año 2007 era de 44 806 habitantes.
- Población actual:

Tiene una población estimada en el distrito de Huanchaco 68,409 (2017) habitantes según datos estadísticos del Sitio Web Oficial de la Gerencia Regional de Salud La Libertad, organismo que tiene los datos más actualizados de población de la región debido a que sus metas de atención está determinado por el número de habitantes por cada área geográfica de la región.

## División administrativa

### Urbanizaciones, barrios y sectores
- Los Tumbos
- Las Lomas
- María del Socorro
- El Tablazo
- El Boquerón
- El Elio
- Huanchaquito
- El Milagro
- El Cruce
- Bello Horizonte
- Aeropuerto
- Ramón Castilla
- El Trópico
- Caserío Valdivia
- Cerro La Virgen
- Villa del Mar
- Víctor Raúl Haya de la torre

## Autoridades

### Municipales
- 2019 - 2022[4]
  - Alcalde: Estay Robert García Castillo, de Fuerza Popular.
  - Regidores:

  1. Willy Francisco Cuba Jiménez (Fuerza Popular)
  2. Luis Cristhian Cabrera Alegría (Fuerza Popular)
  3. Lindaura Rosaura Mestanza Paz (Fuerza Popular)
  4. Agustín Piminchumo Díaz (Fuerza Popular)
  5. Edenson Andree Arzola Quevedo (Fuerza Popular)
  6. Loydit Cynthia Denisse Bravo Sánchez (Fuerza Popular)
  7. Guiller Wilson Sobrados Baylón (Alianza para el Progreso)
  8. Roberto Ever De la Cruz Aguilar (Alianza para el Progreso)
  9. Arturo Leónidas Vásquez Mendocilla (Partido Democrático Somos Perú)

Alcaldes anteriores
- 2015 - 2018: José Prudencio Ruiz Vega, de Alianza para el Progreso.
- 2013 - 2014:[5] Ángel Paul Rodríguez Armas, del Movimiento Huanchaco y sus Sectores (HysS).
- 2007 - 2013: Fernando Julio Bazán Pinillos, de la Alianza para el Progreso.

### Policiales
- Comisario:  PNP.

## Atractivos turísticos
Huanchaco es uno de los distritos turísticos de Trujillo, cuenta con varios atractivos turísticos, empezando con la ciudadela de Chan Chan, la loma denominada cerro Campana, playas como Huanchaco Balneario, playa Azul, La Ribera, La Poza, El Silencio, etc. En su malecón se encuentran múltiples restaurantes, hoteles, albergues y residencias particulares con vista al mar. Huanchaco recibe anualmente turistas de todas las partes del mundo sobre todo en verano, los caballitos de totora, entre otros atractivos es lo más apreciado por los veraneantes.
El distrito de Huanchaco se encuentra unido de la ciudad de Trujillo mediante la avenida Mansiche, la cual comunica desde el centro histórico de Trujillo hasta el óvalo de la Vía de Evitamiento. Luego se continúa por el desvío hacia la izquierda para llegar hasta este distrito.

## Origen del cebiche
La Cultura quingnam es primigenia en su cercanía al mar. La historia oral es muy amplia en lo que se refiere a platos típicos. En el caso del cebiche se menciona que su preparación se hacía con limones de Simbal, pueblo yunga cercano, con ají limo del Valle de Moche y con el yuyo o cochayuyo extraído del mar.
Huanchaco es el lugar de origen del ceviche, como caleta chimú más importante desde los años 200 a. C. hasta 1000 d. C. según estudios de etnotecnología alimentaria, de Andrés Tinoco Rondan, académico-investigador de la Universidad Ricardo Palma.[cita requerida]

### Multimedia
- Wikimedia Commons alberga una categoría multimedia sobre Distrito de Huanchaco.
- Huanchaco Longboard en YouTube.
- Galería fotográfica de Huanchaco por Panoramio, incluye información geográfica de varios autores.